# Московский международный кинофестиваль 1985
XIV Московский международный кинофестиваль состоялся в 1985 году. Открылся 28 июня 1985 года.

## Жюри
Председатель жюри
- Сергей Герасимов, режиссёр (СССР)

Состав жюри:
- Шьям Бенегал — режиссёр (Индия)
- Рената Блюме — актриса (ГДР)
- Полен Вьейра — режиссёр, продюсер и кинокритик (Сенегал)
- Ежи Гофман — режиссёр (Польша)
- Дейси Гранадос[англ.] — актриса (Куба)
- Джузеппе де Сантис — режиссёр (Италия)
- Никос Кундурос — режиссёр (Греция)
- Иштван Немешкюрти — киновед (Венгрия)
- Кохэй Огури — режиссёр (Япония)
- Бадрахын Сумху — режиссёр (Монголия)
- Франсуа Шаван[англ.] — продюсер (Франция)
- Эльдар Шенгелая — режиссёр (СССР)
- Ростислав Юренев — киновед (СССР)
- Роберт Янг — режиссёр (США)

## Фильмы-участники
- «Адский поезд[вд]» / «Цепь адских случаев» / Train d’enfer (Франция, режиссёр Роже Анен)
- «Анна Девлин[вд]» / «Энн Девлин» / Anne Devlin (Ирландия, режиссёр Пэт Мёрфи[вд])
- «Армейская история» / A soldier’s story (США, режиссёр Норманн Джуисон)
- «Белые чайки[вд]» / Hvitir mavar (Исландия, режиссёр Якоб Магнуссон[вд])
- «Буамама[вд]» / … (Алжир, режиссёр Бенамар Бахти[вд])
- «Верность, надежда и любовь» / Tro, һав og kaerlighed (Дания, режиссёр Билле Аугуст)
- «Вечный огонь[вд]» / Fuego eterno (Испания, режиссёр Хосе Анхель Ребольедо[вд])
- «Водцек[вд]» / Wodzeck (ФРГ, режиссёр Оливер Хербрих[вд])
- «Вожак[вд]» / Kingpin (Новая Зеландия, режиссёр Майк Уокер)
- «Дама в цвете[вд]» / La dame en couleurs (Канада, режиссёр Клод Жютра[вд])
- «Девушка с горы Хуаншань» / … (КНР, режиссёр Чжан Юань, Юй Яньфу)
- «Дикие собаки[вд]» / Jibaro (Куба, режиссёр Даниэль Диас Торрес[вд])
- «Дни страданий» / Jours de tourmentes (Буркина-Фасо, режиссёр Поль Зумбара)
- «Женщина в шляпе[вд]» / Kobieta w kapeluszu (ПНР, режиссёр Станислав Ружевич)
- «Жестокая судьба[вд]» / El rigor del destino (Аргентина, режиссёр Херардо Вальехо[вд])
- «Иди и смотри» (СССР, режиссёр Элем Климов)
- «Кафе-мороженое» / De ijssaloon (Нидерланды, режиссёр Димитри Френкель Франк[вд])
- «Клан[вд]» / «Клан — история семейства Саммакко» / Klaani — tarina sammakkoiten suvusta (Финляндия, режиссёр Мика Каурисмяки)
- «Когда другие молчат[вд]» / Wo andere schweigen (ГДР, режиссёр Ральф Кирстен)
- «Конец девяти[вд]» / И катодос тон эннеа (Греция, режиссёр Христос Шопахас[вд])
- «Конец эры[вд]» / Югантхайя (Шри-Ланка, режиссёр Лестер Джеймс Перьес[вд])
- «Красная графиня[вд]» / Voros grofno (ВНР, режиссёр Андраш Ковач)
- «Любимец народа[вд]» / Аль-ашик (Ирак, режиссёр Мухир Фенери)
- «Любовь Торы» / «Мужчине живётся трудно: запретная любовь Торы» / Отоко-а цурай ё: торадзиро синдзицу итиро (Япония, режиссёр Едзи Ямада)
- «Любовь не возвращается[вд]» / Bao giờ cho đến tháng Mười (СРВ, режиссёр Данг Нят Минь[вд])
- «Мексиканец, ты можешь[вд]» / Mexicano tu puedes (Мексика, режиссёр Хосе Эстрада[вд])
- «Минэ[вд]» / Mine (Турция, режиссёр Атыф Йылмаз)
- «На охоте[вд]» / The shooting party (Великобритания, режиссёр Элан Бриджес)
- «На пороге жизни[вд]» / «Ларс на пороге» / Lars i porten (Норвегия, режиссёр Лейф Эрлсбо[вд])
- «Оке и его мир[вд]» / Аке осһ hans varld (Швеция, режиссёр Аллан Эдвалль)
- «Парень, у которого было всё[вд]» / The boy who had everything (Австралия, режиссёр Стивен Уоллес[вд])
- «Пролог необъявленной войны[вд]» / … (МНР, режиссёр Г. Жигжидсурэн[вд])
- «Раффль[вд]» / Raffl (Австрия, режиссёр Кристиан Бергер)
- «Ринг[вд]» / Ringul (Румыния, режиссёр Серджиу Николаеску)
- «Семена мести» / «Аваэте, семя мести» / Avaete, о semente da vinganca (Бразилия, режиссёр Зелиту Виана[вд])
- «Скальпель, пожалуйста» / Skalpel, prosim (ЧССР, режиссёр Иржи Свобода[вд])
- «Служанка[вд]» / Pisingana (Колумбия, режиссёр Леопольдо Пинсон)
- «Солдат Сабур» / … (Афганистан, режиссёр Абдул Латиф[вд])
- «Соль[вд]» / Sogum (КНДР, режиссёр Син Сан Ок)
- «Суть[вд]» / Саранш (Индия, режиссёр Махеш Бхатт)
- «Флейтист» / Аз-заммар (АРЕ, режиссёр Атыф Ат-Тайиб[вд])
- «Характеристика[вд]» / … (НРБ, режиссёр Христо Христов)
- «Человек, который слишком много знал[вд]» / Mardi ke ziad midanest (Иран, режиссёр Ядолла Самади[вд])
- «Чудо невиданное[вд]» / Cudo nevideno (СФРЮ, рек. Живко Николич[вд])
- «Шутка судьбы[вд]» / «Шутка судьбы, подстерегающей в засаде, словно бандит с большой дороги» / Scherzo del destino in agguato dietro l’angolo come un brigante da strada (Италия, режиссёр Лина Вертмюллер)

## Награды
Золотые призы
- «Иди и смотри» (СССР, реж. Элем Климов)
- «Армейская история» / A soldier’s story (США, рек. Норман Джуисон)
- «Конец девяти» (Греция, реж. Христос Шопахас)

Серебряные премии
- «Чудо невиданное» (СФРЮ, реж. Живко Николич)
- «Женщина в шляпе» (ПНР, реж. Станислав Ружевич)
- «Семена мести» / «Аваэте, семя мести» (Бразилия, реж. Зелиту Виана)

Специальные призы
- «Адский поезд» / «Цепь адских случаев» (Франция, реж. Роже Анен)
- «Суть» (Индия, реж. Махеш Бхатт)
- «На пороге жизни» / «Ларс на пороге» (Норвегия, реж. Лейф Эрлсбо)

Премии
- актриса Юли Башти («Красная графиня», ВНР)
- актриса Че Йын Хи («Соль», КНДР)
- актёр Ларс Симонсен[вд] («Верность, надежда и любовь», Дания)
- актёр Детлеф Кюгов («Водцек», ФРГ)

Премия ФИПРЕССИ
- «Иди и смотри» (СССР, реж. Элем Кпимов)